# Butrint Nationalpark
Butrint Nationalpark (albansk: Parku Kombëtar i Butrintit) er en nationalpark i det sydlige Albanien, der ligger 18 km syd for Saranda i præfekturet Vlorë. Parken omfatter 94,24 km2 med kuperet terræn med ferskvandssøer, vådområder, strandenge, åbne sletter, rørskove og øer. Parkens betydning for bevarelse afspejles i den store bioodiversitet med over 1.200 forskellige dyr og planter. Dets mandat inkluderer beskyttelse af søen og lagunen i Butrint, den naturlige Vivarikanalen, Ksamiløerne samt det arkæologiske område med værdifulde rester af gamle civilisationer .
Butrint er strategisk placeret i den østlige del af Korfu-strædet i den yderste sydlige del af landet. Det spreder sig over en halvø, der er omgivet af Butrintsøen og Vivarikanalen. Kanalen forbinder søen med Det Ioniske Hav gennem en smal sandbarierre. Parken ligger i umiddelbar nærhed af havet og har et mildt middelhavsklima . Det betyder, at vintrene er milde, og somrene er varme og tørre.
Det arkæologiske område fra Butrint er et af de vigtigste arkæologiske steder i landet, der indeholder forskellige artefakter og strukturer, der stammer fra jernalderen og frem til middelalderen. Talrige monumenter er stadig bevaret, herunder byens mure, en senantik døbefont, en stor basilika, amfiteater og to slotte. Den gamle by ligger i et naturligt skovområde med komplekse økosystemer, der afhænger af den nærliggende sø og kanal. Ikke desto mindre er det denne kombination af kulturminder og naturlige omgivelser, der gør Butrint til et så unikt sted.
International Union for Conservation of Nature (IUCN) har anført parken som kategori II. I 1992 kom det arkæologiske sted på UNESCO- listen over verdensarvsteder. Lagunen er yderligere blevet anerkendt som et vådområde af international betydning ved udpegning under Ramsar-konventionen. Butrintsøen er en vigtig fugle og plantelokalitet, med et betydeligt antal fugle- og plantearter arter af international betydning.

## Administration
Butrint Nationalpark blev oprettet med bekendtgørelse nr. 82 den 2. marts 2000 for at bevare de naturlige økosystemer og landskaber sammen med deres plante- og dyresamfund og levesteder samt kulturarven. Parkens område blev udvidet flere gange, indtil den nåede sit nuværende område i 2005. Den ledes af et direktorat underlagt Albaniens miljøministerium med base i Saranda. Parken blev et vigtigt centrum for kulturforvaltning og et godt eksempel på, hvordan man styrer kulturarven. Med støtte fra albanske institutioner, Butrint Foundation, Verdensbanken og UNESCO blev situationen forbedret til det punkt, at UNESCO fjernede stedet fra listen over truede verdensarvsteder i 2005. Parken blev grundlagt af ministeriet for kultur i partnerskab med UNESCO, ICCROM og ICOMOS. Den underliggende hensigt var at skabe en bæredygtig kulturarvressource, der involverer lokalsamfund og nationale institutioner, der skal tjene som model for andre parker rundt om i landet.

## Geografi
Butrint Nationalpark omfatter 94, 24 km2 i præfekturet Vlorë beliggende i det sydvestlige hjørne af Albanien ud til Det Ioniske Hav iMiddelhavsområdet . Resterne af Butrint ligger omkring 18 kilometer syd for byen Sarandë og få kilometer nord for landegrænsen mellem Albanien og Grækenland . I henhold til Köppen-klimaklassifikationen har parken middelhavsklima (Csa og Csb ) med regnfulde vintre og tørre, varme til hede somre. Parken ligger syd for den albansk- ioniske havkyst og får omkring 1.500 mm nedbør årligt.
Butrint er en del af et varieret hydrografisk netværk, dannet af flere floder, laguner og søer. Floderne er korte, stejle og præget af store vandmængder. Parken består af Butrintsøen i nordvest, Bufisøen mod sydøst, Bistrica-floden mod nord, bjerget Mile mod vest og Pavllo-floden mod syd.
Butrintsøen er den største sø, og den er typisk for en kystlagune. Den har en længde på 7,1 km og en bredde på 3,3 km og et overfladeareal på16,3 km2.  . Vivarikanalen forbinder søen med Det Ioniske Hav. Bufisøen ligger omkring 3 meter over Adriaterhavet i den sydøstlige del af Butrintsøen med et samlet overfladeareal på 83 hektar. Overskydende vand løbere ud i den sydlige del af Butrintsøen gennem en tidligere kanal.

## Biodiversitet

### Flora
På grund af dets forskellige geologiske og hydrologiske forhold og mosaikfordelingen af forskellige typer levesteder er parkens placering også en af hovedårsagerne til den store artsrigdom af dyr og planter . Parken falder phytogeografisk inden for de illyriske løvskoves terrestriske økoregion i de palearktiske middelhavsskove, skovområder og krat . Tilgængeligheden af vand i form af floder, søer og vådområder, påvirket af terrænets konfiguration, har stor indflydelse på dette områdes biodiversitet. Floraen i parken består af mere end 800 op til 900 arter, som udgør 27% af det samlede antal arter i Albanien.
De lavvandede kystlaguner er stenede med omfattende muslingebanker, og vanddybden er højere end i andre områder. De er dækket med tætte græsser af Phragmites og bredbladet dunhammer . Der er også enge under vand domineret af Dværgålegræs (Zostera nolteo) og Langstilket Havgræs (Ruppia cirrhosa). Inden for det arkæologiske område og de sydlige og østlige skråninger af Sotira dækker stedsegrønne skove det meste af området. Desuden er det lodret opdelt i tre forskellige vegetationszoner. Den øvre skovområde er dækket af stenege og laurbærtræet, dominerer de andre planter, herunder småbladet elm, smalbladet ask og valonsk eg. Det lavere niveau er repræsenteret medelmebladet brombær, engriflet hvidtjørn, stedsegrøn rose, almindelig vedbend og italiensk skovranke. Desuden domineres urtefloraen blandt andet af vilde asparges, hvid snerre, almindelig vorterod og kattehale .
Havgræsarten Posidonia oceanica findes hovedsageligt i kystzonens havbund, fra Stillo Cap til Cuka Channel, mens Cymodocea nodosa og Zostera noltei er almindeligt langs udmundingen af Pavllo floden. Langs klipperne har saltholdigheden og det stenede terræn medført en mere begrænset flora. Den består af arter som stranddild , elymus pycnanthus og salt alant

### Fauna
Parken indeholder en forskelligartet fauna med over 400 arter i parkens levesteder og økosystemer. Mindst 39 arter af pattedyr, 246 fuglearter, 25 arter af krybdyr, 10 arter af amfibier og 105 arter af fisk vides at forekomme inden for parkens grænser.
Parkens skove og maki-områder udgør et vigtigt tilflugtssted for 39 arter af pattedyr, hvoraf 14 arter er klassificeret som globalt truede. Husmåren trives i skovkanten og åbne bjergskråninger i parken. Guldsjakal og den røde ræv findes typisk i græsområderne, der primært giver føde til de små gnavere, mens ulven kun forekommer om vinteren i parken. Odderen, der findes i vandløb og søer, der er beskyttet af internationale konventioner.
De kystnære farvande omkring parken frekventeres af delfiner øresvin, almindelig delfin og lejlighedsvis af stribet delfin. Parken er et af de sidste tilbageværende ynglehabitater for den truede middelhavsmunkesæl, der findes i parkens klipper og huler.   Havskildpadder er ikke ualmindelige i parkens lave kystvand. Der er to arter af havskildpadder, såsom den uægte karette og læderskildpadde, der regnes som regionalt truede arter. 
Parken er rig på fugleliv med over 246 arter, der bor i forskellige levesteder i hele området. Mange yngler , og andre er trækfugle, der passerer gennem Adriaterhavets trækrute.  De vigtigste fugle i parken, omfatter kongeørn, vandrefalk, stenhøns, pirol og musvåge . Bugterne og flodmundingerne langs Det Ioniske Hav er en vigtig overvintringsdestination for fugle. Vådområderne tjener som spise- og hvilesteder for den taffeland, skarv, den toppet lappedykker, den blishøne og den hættemåge. Rørskovene bruges af grønbenet rørhøne, vandrikse, blå kærhøg, rørhøg, tamarisksanger og pungmejse. Sumpene tilbyder fodringssteder for silkehejren, strandhjejle, hjejle og almindelig ryle. De fleste af vandfuglene er koncentreret i kystnære sumpe som den storspove, rødben og splitterne .
10 arter af padder er dokumenteret,og de findes i stort antal, for det meste i skove og buske. De mest almindelige arter af padder inkluderer ildsalamander, stor vandsalamander, skrubtudse og græsk frø . Krypdyrdiversiteten ved Butrint er også rig, højere end noget andet beskyttet område i regionen. I alt 25 arter er blevet fundet. De er repræsenteret af grønt balkanfirben, stålorm og æskulapsnog.
I havet omkring parken er fundet 105 arter af fisk .  De mest udbredte arter inkluderer stribet multe, tyndlæbet multe, tyklæbet multe, europæisk ål, kulmule og karusse .

## Seværdigheder
Butrints rige historie har efterladt vigtige rester over parkens område. De vigtigste arkitektoniske monumenter i parken inkluderer et romersk teater, Dionysus-alteret, Nymphaeum, Thermae, Gymnasium, Forum, Akvedukten, templerne i Minerva og Asclepius, Løveporten og et baptisterium beliggende i det sydlige Albanien og erklærede UNESCOs verdensarv. Websted i 1992.
Det romerske teater i Butrint er blandt byens bedst bevarede bygninger. Det ligger lige under Akropolis og vender ud over Vivarikanalen . Teatret blev bygget i det 3. århundrede f.Kr., muligvis på fundamentet af et ældre og mindre teater. I den romerske periode gennemgik den mange renoveringer og udvidelser. De byggede loger til overklassen over de to indgange til teatret. Auditoriet blev også udvidet til at rumme den voksende befolkning i byen på det tidspunkt.
Fæstningen Ali Pasha Tepelena ligger inden for en lille ø ved mundingen af Vivarikanalen og er opkaldt efter den albanske hersker Ali Pasha af Ioannina, der regerede over Pashalik Yanina. Fæstningen er et lille rektangulær anlæg med befæstede mure. Langs hjørnerne er der to runde tårne med kanoner mod havet og to uregelmæssigt store befæstede, firkantede tårne.
En anden stor attraktion er Lion Gate og en af de seks indgange til byen fra det 4. århundrede f.Kr. Inskriptionerne viser en løve, der er ved at spise en tyr. Løven symboliserer indbyggerne i byen og tyren som deres fjender. Porten har en meget smal passage, der gør det muligt for så få mennesker som muligt at komme ind på samme tid.
I den vestlige del af parken ligger de klippefyldte Ksamil-øerne spredt og kan kun nås med båd. To af øerne er forbundet med en smal sandstrimmel.